# 前口太尊
前口 太尊（まえぐち たいそん、1986年9月25日 - ）は、日本の男性キックボクサー、プロレスラー。東京都出身。TEAM TEPPEN所属。
J-NETWORKライト級王者、2010年J-NETWORKライト級新人王
高いKO率を誇る剛腕ファイター。

## 来歴
2010年4月18日、J-NETWORKライト級新人王決定トーナメント一回戦でプロデビュー。
同年7月に準決勝、同年10月に決勝戦を行う予定だったが、2試合とも相手選手の欠場により新人王となった。
2011年4月17日、RISE 76でTASUKUに勝利し、デビュー戦から6連続KO勝利という偉業を成し遂げた。
2013年8月18日、J-KICK 2013 ～Road to the King of J～ 3rdにてカズ☆ソーンパヤックに1RKO勝ちしてJ-NETWORKライト級王者を獲得。
2017年7月16日、ハードヒット・新木場大会で全日本プロレスの青木篤志とエキシビジョンで対戦。
12月30日、ハードヒット「YES, WE ARE HARD HIT!!」にて、唐澤志陽と対戦。
本業のキックボクシングでは2017年8月の勝次戦以来、5連敗を喫していたが、2019年11月に氏原文男に勝利し連敗ストップ。
2019年5月13日付で、PHOENIXからTEAM TEPPENへ円満移籍した。2020年9月のRISEでは階級を下げて森本“狂犬”義久と対戦し判定勝ち。
2021年7月22日、東京・USEN STUDIOCOASTでの「NO KICK NO LIFE 新章～唯我独尊～」大会でキックボクサーを引退。相手には森井洋介を指名。2R3分2秒でKO負け。同年8月25日には引退に密着したドキュメンタリー番組「#NKNL唯我独尊」がBS11で放送される。
2021年8月22日、富士通スタジアム川崎で行われた「真夏の変態祭り」での青柳亮生＆本田竜輝戦（パートナーは佐藤光留）でプロレスデビュー戦を行った。黒ショートタイツにレスリングシューズ姿で登場し、あえてキックの技術を封印し受けて立ち、要所要所でドロップキックを連発するも逆エビ固めにギブアップ。プロレスにおいては飯伏プロレス研究所所属となる。

## 戦績
| キックボクシング 戦績 | キックボクシング 戦績 | キックボクシング 戦績 | キックボクシング 戦績 | キックボクシング 戦績 | キックボクシング 戦績 | キックボクシング 戦績 |
| --------------------- | --------------------- | --------------------- | --------------------- | --------------------- | --------------------- | --------------------- |
| 19 試合               | (T)KO                 | 判定                  | その他                | 引き分け              | 無効試合              |                       |
| 14 勝                 | 10                    | 4                     | 0                     | 0                     | 0                     |                       |
| 5 敗                  | 1                     | 4                     | 0                     | 0                     | 0                     |                       |

## 獲得タイトル
- 2010年J-NETWORKライト級新人王
- J-NETWORKライト級王者
- 初代スピリット・オブ・ガンバレ世界タッグ王座（パートナーは佐藤光留）